# Brivido d'amore
Brivido d'amore (I'll Be Yours) è un film del 1947 diretto da William A. Seiter.
È una commedia musicale a sfondo romantico statunitense con Deanna Durbin, Tom Drake e William Bendix. È basato sulla commedia teatrale del 1931 The Good Fairy di Ferenc Molnár. È un remake di Le vie della fortuna del 1935.

## Produzione
Il film, diretto da William A. Seiter su una sceneggiatura di Preston Sturges e Felix Jackson con il soggetto di Ferenc Molnár (autore della commedia teatrale) e l'adattamento e la traduzione di Jane Hinton, fu prodotto da Felix Jackson per la Universal International Pictures. Alcune scene in esterna furono girate a New York.William Bendix e Ann Blythe ripresero i loro ruoli in un episodio della serie radiofonica antologica Lux Radio Theatre trasmesso il 23 gennaio 1960.

## Colonna sonora
- Granada - scritta da Agustín Lara, cantata da Deanna Durbin
- It's Dream Time - parole di Jack Brooks, musica di Walter Schumann, cantata da Deanna Durbin
- Love's Own Sweet Song (Sari Waltz) - parole di Catherine Chisholm Cushing e E.P. Heath, musica di Emmerich Kálmán, cantata da Deanna Durbin
- Lullaby - musica di Johannes Brahms, cantata da Deanna Durbin
- Cobbleskill School Song - parole di Jack Brooks, musica di Walter Schumann

## Distribuzione
Il film fu distribuito con il titolo I'll Be Yours negli Stati Uniti nel febbraio del 1947 al cinema dalla Universal Pictures.
Altre distribuzioni:
- in Finlandia il 26 marzo 1948 (Sinä tai ei kukaan)
- in Svezia il 10 maggio 1948 (Du och ingen annan)
- in Portogallo il 6 agosto 1948 (Serás Meu)
- in Danimarca il 17 maggio 1949 (Jeg vil være din)
- in Giappone il 7 giugno 1949
- in Brasile (Amor de Encomenda)
- in Grecia (Antio, granada!)
- in Spagna (Seré tuya)
- in Italia (Brivido d'amore)

## Critica
Secondo il Morandini il film è un "insipido remake di Le vie della fortuna" in cui la sceneggiatura "stata rimaneggiata in modo anonimo". Secondo Leonard Maltin il film è un "piacevole ma mediocre remake".

## Promozione
Le tagline sono:
- "DEANNA!....dream-teamed with the screen's new young star sensation...and matched for mirth with your favorite laugh-makers! ".
- "Deanna Sings "SARI WALTZ" "GRANADA" "BRAHAM'S LULLABY" "IT'S DREAM TIME" ".
- "Heaven Protects the Working Girl...but who protects the guy she's WORKING to get?".
- "SHE CROSSES UP MENJOU...KISSES DRAKE...AND CONNIVES WITH BENDIX (original poster - all caps)".